# Projet Aroztegia
Aroztegia est un projet immobilier prévu à Lekaroz (appartenant à la commune de Baztan) en Navarre. Promu par la société Palacio de Arozteguia SL, il comprend 225 logements, un hôtel de de luxe de 135 chambres et un parcours de golf de 46 hectares. 
Les travaux de construction devaient débuter en avril 2021, en pleine pandémie de Covid-19, mais ont été suspendus en mai de la même année en raison des protestations contre le projet, qui n'a notamment pas obtenu l'approbation de l'assemblée réunissant les villages composant la commune de Baztan (Baztango Batzar Nagusiak).

## Historique

Plan du projet immobilier (1. Hôtel 2. Logements 3. Parcours de golf)

La première version du projet émerge en 2003 autour d'un hôtel de luxe, auquel s'ajoutent progressivement des villas et un parcours de golf. Le gouvernement de la province navarraise déclare le projet d'utilité publique en 2015, contournant l'opposition de la municipalité de Baztan qui s'était prononcé contre la reclassification des terrains concernés.

## Opposition et poursuites judiciaires
Le projet rencontre une forte opposition parmi la population locale, malgré le soutien de plusieurs formations politiques au projet, notamment l'Union du peuple navarrais puis Geroa Bai à la tête de la province. Des manifestations sont organisées dès 2016 et un référendum est organisé dans les villages environnants, recueillant 80% d'opinions négatives avec une participation de 27%.
Alors que les travaux commencent en avril 2021, des opposants appellent à bloquer pacifiquement le chantier en se plaçant devant les engins. Le promoteur réclame 43 millions d'euros d'indemnisation en contrepartie de l'arrêt des travaux.
Sept personnes sont poursuivies pour "délits graves de violence et de coercition” et “d'appartenance à une organisation criminelle", le procureur requérant un total de vingt ans de prison et 56 000 euros d’amende. Une manifestation est organisée à Pampelune en février 2025 pour soutenir les prévenus, réunissant près de 18 000 personnes,. Le procès a lieu en mai 2025,.